# GSC1875-1741
GSC1875-1741 — хімічно пекулярна зоря спектрального класу A0, що має видиму зоряну величину в смузі V приблизно 11,5.